# 1989 في السعودية
تحتوي هذه المقالة على أهم الأحداث التي شهدتها السعودية في 1989، والذي يوافق 23 جُمادى الأولى 1409 حتى 02 جُمادى الآخرة 1410 هـ إضافة إلى أهم الشخصيات السعودية التي وُلدت أو تُوفيت في هذه السنة.

## السياسة

### الحكم
الملك: فهد بن عبد العزيز آل سعود
ولي العهد : عبدالله بن عبدالعزيز آل سعود

## أحداث
- تأسيس الشركة السعودية لصناعة الورق.

### يناير
- 1: الأمير سلمان بن عبدالعزيز يرعى حفل افتتاح سفارة فلسطين في الحي الدبلوماسي بالرياض على مبنى قدمته حكومه خادم الحرمين الشريفين الملك فهد بن عبدالعزيز لهم . [1]
- 1: إمارة منطقة الباحة تنفذ عدد من المشروعات التطويرية بالمنطقة بتكلفة 24 مليون ريال . [2]
- 3: إقامة معرض الرياض التشكيلي الأول بقصر طويق حيث بلغ عدد  الزوار 2800 شخص . [3]
- 18: افتتح الأمير ماجد بن عبدالعزيز أمير منطقة مكة مستشفى العيون الجديد ومستشفى الولادة والأطفال في مدينة جدة حيث يبلغ عدد الأسرة بمستشفى العيون 125 سريرًا و يشمل المستشفى جميع الأقسام الخاصة بالعيون منها قسم للبصريات والعدسات اللاصقة وعيادات للتصوير بالموجات فوق الصوتية وتصوير قاع العين والشبكية بالصبغة و تصوير الجسم الزجاجي من العين وتحديد مجال الرؤية . [4]

### فبراير
- 3: المملكة العربية السعودية تخفض انتاجها النفطي بنسبة 16.9% حيث بلغ 3.9 مليون برميل باليوم فقط . [5]
- 3: مدينة الرياض تحتضن بطولة كأس العرب الثانية لفردي الرجال لتنس الطاولة . [6]

### مارس
- 15: محمد بن حمد آل ثاني وزير التربية والتعليم بدولة قطر يفتتح معرض الصناعات السعودية الأول بقطر والذي تنظمه معارض الظهران الدولية وبحضور معالي وزير الصناعة عبدالعزيز الزامل. [7]
- 22: وقع الأمير محمد بن سعد بن عبدالعزيز نائب أمير منطقة القصيم و نائب رئيس مجلس ادارة مصلحة المياه والصرف الصحي بمنطقة القصيم عقد مشروع إنشاء شبكات مياه مدينة عنيزة . [8]
- 29: وزير المالية والتخطيط السوداني عمر نور الدايم يعرب عن شكرة للمملكة العربية السعودية نظر دعمها بألف مليون ريال قدمه صندوق التنمية السعودي لتنفيذ مشروعات التنمية في السودان . [9]
- 29: عقد بصالة النشاط الثقافي بمدينة الملك فيصل العسكرية بالمنطقة الجنوبية مؤتمر طبي عن زراعة الكلى بحضور اللواء عبدالله بن محمد الطاسان بمنطقة عسير . [10]

### أبريل
- 1: تنفيذ حكم القصاص في تايلاندي ومغتصب فتاة و تشادي مروج و قاتل بسبب مال و آخر بسبب السكر و آخر بسبب سوء تفاهم . [11]
- 1: وصول عدد زوار المعرض الأول للكتاب الذي تنظمه كلية الاقتصاد والإدارة فرع جامعة الملك سعود بالقصيم حوالي 6 آلاف زائر و زائرة . [12]
- 5: رعى الملك فهد بن عبدالعزيز آل سعود حفل السباق السنوي الكبير الذي أقيم بنادي الفروسية بالرياض على كأس خادم الحرمين الشريفين على مضمار سباق الخيل بالملز . [13]
- 5: حرم صاحب السمو الملكي الأمير سطام بن عبدالعزيز معرض فناني مجلس التعاون الخليجي للنساء في العاصمة الرياض لمدة ثلاثة أيام . [14]
- 20: وصول شحنة من المها العربي إلى مطار الملك خالد الدولي بالرياض تضم ذكرين بحالة صحية ممتازة وهو جزء من القطيع العالمي الذي سبق وأن جمعته الهيئات الدولية من جزيرة العرب من أجل حماية المها العربي من الانقراض . [15]
- 27: مصدر مسؤول بوزارة المالية والاقتصاد الوطني : 13228 مليون ريال قيمة 11400 مليون طن صدرتها المملكة من السلع غير النفطية عام 1988 م . الزيادة في حجم الصادرات غير النفطية العام الماضي بلغت 63% متفوقة على التوقعات الرسمية بنسبة 18.5%.[16]
- 27: الأمير ماجد بن عبدالعزيز أمير منطقة مكة المكرمة ورئيس مجلس إدارة مصلحة المياه والصرف الصحي بالمنطقة الغربية عقدين الأول لعملية تصنيع وتوريد وتركيب مائة و عشرين برادة لتوزيع مياه مبرة خادم الحرمين الشريفين بمنطقة المشاعر المقدسة بعرفة و مزدلفة و منى خلال موسم الحج القادم والعقد الثاني إنشاء شبكة مياه ومشارب في منطقة شمال شرق عرفات . [17]

### يوليو
- 10: وقوع تفجيران في الساعة العاشرة مساءٍ في مكة المكرمة حيث حدث انفجارين الأول في أحد الطرق المؤدية للحرم المكي والآخر فوق الجسر المجاور للحرم المكي، ونتج عن ذلك وفاة شخص واحد وإصابة ستة عشر آخرين. القت الشرطة السعودية القبض على 29 حاجا كويتيا ينتمون إلى حزب الله الكويت، حيث هرّب مجموعة منهم للأماكن المقدسة في مكة المكرمة، اتهم منهم 16 بتدبير التفجير وعرضت «اعترافات» لهم على التلفزيون السعودي ثم عرضوا على المحكمة والتي أصدرت حكم ضدهم بالقصاص، وتم تنفيذ الحكم في 21 سبتمبر 1989.

### أغسطس
- 1: مستشفى الملك فهد للحرس الوطني بالرياض عمليتان لزراعة كليتين لمريضين سعوديين يعانيان من الفشل الكلوي المزمن وذلك بالتعاون مع المركز الوطني للكلى بالرياض حيث تلقى المركز بلاغا من مستشفى الملك فهد الجامعي بالخبر عن وجود حالة وفاة دماغ لشاب سعودي وافق ذووه على التبرع بكليتيه لمن يحتاجهما من المرضى . [18]
- 5: الانتهاء من إنشاء مشروع مسجد ظهران الجنوب بتكلفة 9 ملايين ريال .
- 24: الجمعية الخيرية بمكة المكرمة تنشىء 131 وحدة سكنية بمكة المكرمة بتكلفة 21 مليون ريال . [19]

### أكتوبر
- 22: إبرام اتفاق الطائف بين أطرف الأزمة اللبنانية بوساطة سعودية منهية بذلك الحرب الأهلية اللبنانية.

## مواليد

### أغسطس
- 3: عبد الله عبد العزيز مغني سعودي.
- 17: سعود حمود لاعب كرة قدم سعودي.
- 31: عبد الرحيم جيزاوي لاعب كرة قدم سعودي.

## وفيات
- عز الدين بن سعود بن عبد العزيز آل سعود، أحد أبناء الملك سعود.
- إبراهيم الصديقي، كاتب وشاعر سعودي بحريني ( 1915).

### فبراير
- 5: محمد صالح قزاز، من أعيان تهامة في القرن الرابع عشر الهجري، وشغل منصب أمين عام رابطة العالم الإسلامي من عام 1972 وحتى عام 1976 (و. 1902).[20][21]
- 18: عبد العزيز بن فهد بن معمر، أحد أمراء آل معمر في عهد الملك عبد العزيز (و. 1906).

### ديسمبر
- 5: مسفر الحارثي، مهندس عسكري وشاعر سعودي (و. 1945).[22][23][24]
- الشيخ عبد المحسن الرشيد متولي بلدية الرياض في 1950.